# 映画理論
映画理論（えいがりろん　英：Film Theory）は映画を文学や絵画・演劇などと同様の独立した芸術形態として研究し理論化をこころみる分野。現在では、狭義の映画作品の美学的側面にかぎらず動画・映像全般まで幅広い対象を分析するほか、製作側の産業構造や観客側の社会的な受容形態まで研究領域が広がっている。
映画が登場した19世紀末から、主にフランスとドイツで心理学の知見を援用した理論化が着手され、ソ連で製作実践と結びついた映画・映像理論の整備が進められた。第二次大戦後は現象学や記号学の影響を強く受けた理論の精緻化が行われ、1970年代以降は多くの大学・大学院に映画学科が置かれたアメリカで学術的な研究が組織的に進められている。

## 歴史
いくつかの点で、フランスの哲学者アンリ・ベルクソンの著作『物質と記憶』が、映画が新しいメディアとしてまさに生まれつつあるとして、1896年当時に映画理論の発展を予測している。運動についての思考の新しい方法への必要についてコメントし、「時間イメージ image-temps」（「時間としての映像」の意）および「運動イメージ image-mouvement」（「運動としての映像」の意）という語を発明した。しかしながら、1906年の試論『映画的幻想 L’illusion cinématographique』（著書『創造的進化』所収）のなかで、彼は論じようとする事柄の挙例として、映画を拒絶している。それにもかかわらず、数十年後、哲学者ジル・ドゥルーズはその著書『シネマ1』と『シネマ2』（1983年–1985年）のなかで、『物質と記憶』をドゥルーズの映画哲学の基礎としてとりあげ、チャールズ・サンダース・パースの記号論とくみあわせながら、ベルクソンのコンセプトを再探訪した。
イタリアの未来派リチョット・カヌードは、最初の真の映画理論家と考えられている。1911年、『第七芸術の誕生 The Birth of the Seventh Art』を著した。もうひとつの初期の試みは、心理学者ヒューゴー・ミュンスターバーグの著した『映画劇 The Photoplay』（1916年）である。
いわゆる古典的映画理論（1910年代からほぼ1970年まで）はサイレント期に興り、映画というメディアの重要な要素の定義にほとんど関与した。ジェルメーヌ・デュラックやルイ・デリュック、ジャン・エプスタン、セルゲイ・エイゼンシュテイン、レフ・クレショフ、ジガ・ヴェルトフ、ポール・ローサといった映画監督の作品、およびルドルフ・アルンハイムやベラ・バラージュ、ジークフリート・クラカウアーといった映画理論家がおもに映画理論を進化させた。これら各個人が、映画がいかにリアリティと異なるものなのか、あるいは映画の芸術としての独自性を、直観的又は論理的に探求したのだ。
第二次世界大戦後数年のうちに、フランスの映画批評家であり映画理論家であるアンドレ・バザンが、映画へのこのアプローチに対してリアクションを起こした。映画の本質はリアリティとの差異にあるのではなく、リアリティを機械的に再生産する能力にあるのだと論駁した。バザンは影響力の大きい雑誌『カイエ・デュ・シネマ』を共同で創刊した。『カイエ』誌は、映画理論よりも映画批評により関与したが、「作家主義理論」の生誕の地であった。
のちに映画監督となったフランソワ・トリュフォーやジャン＝リュック・ゴダールといった『カイエ』誌の若き批評家たちは、大衆的なハリウッド映画を大真面目にひとつの芸術形式としてとりあげた最初の人物たちであった。「西部劇」や「ギャング映画」への彼らの熱狂が、ジャンル研究の発展を促した。
1960年代 - 1970年代において、映画理論はアカデミズムにおいて市民権を得るが、その地盤を固めたのが60年代に同時代のフランス映画を題材として考察したクリスチャン・メッツの映画記号学であったことは否めない。70年代に映画理論は精神分析学、人類学、文学理論、記号論や言語学といった既成の学問分野からコンセプトを輸入した。しかし、精神分析学の場合のように、現在ではその概念的枠組みの実効性が疑われるような論考も少なからず現れた。なかでも影響力ある英国の雑誌『スクリーン』に促された傾向である。
メッツの映画記号学以外にも、ピエロ・パオロ・パゾリーニ、ユーリィ・ロトマン、ウンベルト・エーコなど、80年代前半までは世界的に記号学的・記号論的な思考が映画理論において支配的であった。しかし、「ポスト・モダニズム」として総称される文化的諸現象（高度消費社会の出現、「歴史の終焉」、折衷的スタイルや過去へのノスタルジックな郷愁、等）が顕著になると、映画理論には「カルチュラル・スタディーズ」的な思想の影響が現れてきた。その中で、インターテクスチュアリティーやジャンルが、映画の理論的研究と映画史をつなぐ重要な概念として注目され、興味深い個別研究も現れたが、それらは普遍的な映画理論として体系化されるには至らなかった。
映像技術における1990年代のデジタル革命は、さまざまな方法で映画理論にインパクトをもった。セルロイド・フィルムがその瞬間の指標的映像を逃さずキャプチャーできることに再び焦点が当てられている。メアリ・アン・ドーンやフィリップ・ローゼン、ローラ・マルヴィら映画理論家によるものである。トム ・ガニング、ミリアム・ハンセン、ユリ・ツィヴィアンといった著述家たちが、初期映画の上映、実践、観客のモードの歴史的再探訪を行っている。しかし、それは必ずしも新しい映画理論の枠組みを提示しているわけではない。かつてソビエト・モンタージュ派が映画芸術の本質をなす普遍的構成原理としてモンタージュを提示したり、バザンが「映画言語の進化」という観点からリアリズム映画論を打ち出したり、メッツが精密な科学的分析装置として記号学的な体系を打ち出していた時代とは異なり、現在の映画理論は、映画史全体を包括的に説明できると自認する潮流は形成せず、個別的で非体系的な「概念創出」の試みにとどまる傾向が強い。ドゥルーズの『シネマ』も決して体系性を目指してはおらず、あくまでそうした試みの一つに過ぎないと言えよう。

## 関連文献
- 伊藤守編『メディア論の冒険者たち』（フィルムアート社、2023）
- 岩本憲児・武田潔・斉藤綾子編『「新」映画理論集成』（フィルムアート社、1999）
- 岩本憲児・波多野哲朗編『映画理論集成』（フィルムアート社、1982）
- 加藤幹郎『映画とは何か　映画学講義』（文遊社、2015）
- 北野圭介『ハリウッド100年史講義 : 夢の工場から夢の王国へ　新版』（平凡社新書、2017）
- 堀潤之・木原圭翔編『映画論の冒険者たち』（東京大学出版会、2021）
- 三浦哲哉『映画とは何か：フランス映画思想史』（筑摩選書、2014）
- アンドレ・バザン（野崎歓ほか訳）『映画とは何か　上・下』（岩波文庫、2015）
- デイヴィッド・ボードウェル、クリスティン・トンプソン（飯岡詩朗ほか訳）『フィルム・アート： 映画芸術入門』（名古屋大学出版会、2007）
- デイヴィッド・ボードウェル（小町眞之訳）『映画の様式：その変化と連続性』 （鼎書房、2003）

（シリーズ）
- 加藤幹郎監修『映画学叢書』（ミネルヴァ書房、2015-）